# Waldemar Grzywacz
Waldemar Henryk Grzywacz (ur. 24 marca 1932 w Grudziądzu, zm. 22 czerwca 2020 w Mierzynie) – polski ekonomista, profesor zwyczajny nauk ekonomicznych, w latach 1989–1991 poseł na Sejm kontraktowy.

## Życiorys
Syn Józefa i Agnieszki. Studia I stopnia ukończył w 1954 w Wyższej Szkole Ekonomicznej w Szczecinie, a studia II stopnia w 1956 na Wydziale Transportu Drogowego Politechniki Szczecińskiej. Stopień doktora uzyskał w 1966, a w 1970 obronił habilitację. W 1976 i 1983 zostawał kolejno profesorem nadzwyczajnym i zwyczajnym nauk ekonomicznych. Pracę rozpoczął w 1953 w Państwowym Domu Młodzieży w Szczecinie. Następnie przez 8 lat pracował w szkolnictwie średnim. W 1963 podjął pracę na Politechnice Szczecińskiej w Instytucie Ekonomiki Transportu. W 1985 został pracownikiem Uniwersytetu Szczecińskiego. Opublikował ponad 200 prac naukowych z zakresu ekonomii politycznej i społecznej, ekonomiki i organizacji transportu oraz polityki gospodarczej, w tym około 25 monografii i podręczników akademickich. Był wieloletnim działaczem Towarzystwa Wiedzy Powszechnej oraz Polskiego Towarzystwa Ekonomicznego.
W 1995 został kierownikiem Katedry Polityki Gospodarczej na Wydziale Transportu i Łączności Uniwersytetu Szczecińskiego, wcześniej pełnił funkcje dziekana Wydziału Inżynieryjno-Ekonomicznego PS (1983–1985) i prorektora US (1985–1986). W 1996 uhonorowano go tytułem doctora honoris causa Uniwersytetu Szczecińskiego.
W 1961 wstąpił do Polskiej Zjednoczonej Partii Robotniczej. Był członkiem rady krajowej Patriotycznego Ruchu Odrodzenia Narodowego. W latach 1989–1991 sprawował mandat posła na Sejm kontraktowy wybranego w okręgu szczecińskim, w Sejmie pełnił funkcję zastępcy przewodniczącego Komisji Handlu i Usług. Po rozwiązaniu partii zasiadał w Parlamentarnym Klubie Lewicy Demokratycznej.
Pochowany na cmentarzu Centralnym w Szczecinie.

## Wybrane publikacje
- Ekonomika pracy w transporcie, 1979
- Ekonomika transportu (współautor), 1989
- Ekonomika transportu samochodowego (współautor), 1973
- Ekonomiści i systemy ekonomiczne, 2005
- Elementy integracji europejskiej: ujęcie ekonomiczne (współautor), 2006
- Infrastruktura transportu: charakterystyka, cechy, rozwój, 1982
- Infrastruktura w transporcie: problemy optymalizacji, 1969
- Integracja europejska, 2001
- Koncepcja stanowienia wolnych obszarów celnych i specjalnych stref ekonomicznych w Polsce, 1988
- Ładunkoznawstwo, 1979
- Metodyka polityki gospodarczej, 1995
- Podstawy makroekonomii, 2002
- Podstawy mikroekonomii, 2003
- Polityka gospodarcza: istota i założenia metodyczne, 1998
- Polityka społeczno-gospodarcza: istota i założenia metodyczne, 2003
- Polityka transportowa (współautor), 1994
- Rynek usług transportowych, 1980
- Społeczno-gospodarcze problemy ekonomii i polityki gospodarczej, 1996
- Taryfy transportowe, 1973
- Współczesne problemy polityki gospodarczej, 1999
- Współczesne uwarunkowania i tendencje polityki ekonomicznej (współautor), 2007

## Odznaczenia
- Krzyż Komandorski Orderu Odrodzenia Polski (1985)
- Krzyż Kawalerski Orderu Odrodzenia Polski (1977)
- Złoty Krzyż Zasługi (1977)[5]